# فرانک کلارک (بازیکن فوتبال)
فرانک کلارک (انگلیسی: Frank Clark؛ زادهٔ ۹ سپتامبر ۱۹۴۳) یک بازیکن فوتبال اهل بریتانیا است.